# Louis Josson
Louis Josson est un homme politique français né le 4 octobre 1791 à Orchies (Nord) et décédé le 17 novembre 1863 à Paris.
Président du tribunal civil de Lille, il est député du Nord de 1837 à 1839, d'abord dans l'opposition de gauche, puis dans la majorité soutenant les ministères de la Monarchie de Juillet.

## Sources
- « Louis Josson », dans Adolphe Robert et Gaston Cougny, Dictionnaire des parlementaires français, Edgar Bourloton, 1889-1891 [détail de l’édition]